# Fraktion (organisation)
En fraktion, falang eller faktion är en särgrupp förenad av en gemensam ståndpunkt inom en organisation, till exempel ett politiskt parti. En fraktion kan vara en relativt organiserad och ofta dold grupp som inom den större gruppen agerar för ett maktövertagande av den större gruppen i enlighet med fraktionens intressen. Däremot är inte alla interna oppositioner en fraktion, utan det är hur oppositionen förhåller sig till organisationens verksamhet som kan avgöra etiketten på grupperingen. F[r]aktioner kan uppstå inom politiska partier, fackföreningar, sociala rörelser eller andra organisationer där medlemmar har gemensamma mål men skiljer sig åt i strategier eller synsätt.
De tre ordens ursprung markerar hur särgruppen förhåller sig till organisationens huvudpolitik. Fraktionen markerar en brytning mot huvudlinjen, falangen den fysiska särpositionen (från det militära falang) och faktion (främst ett äldre ord) en opposition mot huvudlinjen. På engelska och franska används faction där svenskan traditionellt använder fraktion eller falang. På svenska kan ordet faktion användas med negativ klang.

## Fraktioner
En fraktion kan syfta på om opposition som organiserar sig inom en organisation med syftet att avsätta dess ledning. Man brukar då tala om tre olika typer av fraktioner:
- Öppna fraktioner, organiserad opposition som öppet bekämpar dess ledning inom organisationens ramar.
- Hemliga fraktioner, organiserad opposition som inte avslöjar sin existens för övriga medlemmar i organisationen utan i hemlighet försöker störta dess ledning. Hemliga fraktioner betraktas oftast som illegitima, såvida inte organisationens ledning agerar på ett diktatoriskt sätt.
- Offentliga fraktioner, organiserad opposition som offentligt argumenterar för störtandet av den egna organisationens ledning.

Ordet fraktion har även använts av bland annat Röda armé-fraktionen för att antyda att organisationen ingick i en större, internationell, marxistisk kamporganisation. Även i övrigt har ordet historiskt ofta kopplats samman med brytningar inom kommunistiska partier.

## Faktioner

### Historia
Begreppet faktion (efter latinets factio, 'sammansvärning, 'parti', 'fåvälde') har rötter i antikens Rom, där det användes för att beskriva grupper som stödde olika politiska ledare eller idéer. Under historiens gång har faktioner spelat en viktig roll i politiska förändringar och konflikter. Exempelvis bidrog olika faktioner till både splittring och enande av partier och rörelser.

### Funktion
F[r]aktioner fungerar ofta som en plattform för medlemmar med liknande åsikter att samlas och påverka partiets eller organisationens politik. De kan bidra till att bredda debatten inom organisationen och erbjuda alternativ till rådande åsikter. Samtidigt kan de skapa spänningar och konflikter, vilket ibland leder till splittringar eller omstruktureringar inom organisationen.

### Typer av och exempel på faktioner
Det finns olika typer av faktioner, exempelvis ideologiska, strategiska och personliga faktioner. De ideologiska faktionerna består av grupper som fokuserar på specifika politiska idéer eller filosofier. Till exempel kan en vänsterorienterad faktion inom ett större parti kämpa för socialistiska reformer. Strategiska faktioner är grupper som har olika synsätt på hur partiet ska nå sina mål. Det kan handla om taktiska skillnader i hur man bäst vinner val eller påverkar politik. Medan personliga faktioner ibland bildas kring specifika ledare eller politiska figurer inom partiet. Dessa kan vara baserade på personliga lojaliteter snarare än ideologiska skillnader.

### Sverige
Inom det svenska socialdemokratiska partiet har det funnits olika faktioner, såsom höger- och vänsterfalanger, som påverkat partiets politik genom åren.

### USA
I USA har de partierna Demokraterna och Republikanerna haft flera framträdande f[r]aktioner, inklusive progressiva och konservativa grupper.

### Betydelse och påverkan
Faktioner kan ha både positiva och negativa effekter på en organisation. De kan bidra till en dynamisk och mångfacetterad debatt, vilket kan leda till en mer nyanserad och representativ politik. Å andra sidan kan de också leda till intern splittring och försvagning av partiets eller organisationens enhet.